# Sint-Lambertuskerk (Vessem)
De Sint-Lambertuskerk is een kerk in Vessem in de Nederlandse gemeente Eersel (provincie Noord-Brabant). De kerk ligt aan de kruising van de Servatiusstraat met de Leeuwerik, met aan die laatste de toegang. Rond de kerk ligt een bakstenen kerkhofmuur. Het kerkhof ligt rond de kerk, maar het voornaamste deel aan de westzijde.
Zowel de toren als de kerk zijn ieder een rijksmonument. De kerk is gewijd aan Sint-Lambertus.

## Historie van de middeleeuwse Sint Lambertuskerk
De oorsprong van de Lambertuskerk ligt in de middeleeuwen. Het benoemingsrecht voor priesters in Vessem lag destijds bij het kapittel van Oirschot. De kerk in Vessem werd gesticht omdat de omwonenden anders veel te ver weg moesten kerken: in Bergeijk of Oirschot. De mensen in Vessem moesten zelf het geld voor de kerk en de priester opbrengen, plus nog zekere rechten aan de moederkerk betalen.
Na de Tachtigjarige Oorlog, in 1648, werd het katholicisme onderdrukt en kwamen enkele protestanten de dienst uitmaken over de meerderheid van de katholieke Brabanders. Niettemin moesten de gemeenten, en daarmee de inwoners wel voor het onderhoud van de kerk blijven betalen.
Met regelmaat is tussen 1648 en 1881 (toen de huidige kerk gebouwd werd) groot onderhoud gepleegd aan de middeleeuwse kerk. Uit de annalen blijkt onder meer:
- In 1718 verongelukte leidekker Bartel Basaert uit Luijksgestel bij het vernieuwen van de leien van de torenspits.
- In 1754/1755 werd een groot deel van de toren afgebroken en weer opgebouwd. Dit karwei kostte 630 gulden, deels betaald door het landbestuur uit Den Bosch.
- Al in 1757 bleek dat het deel van de toren waar de klokken hingen heel bouwvallig was. Dit werd voor 300 gulden verholpen door Hendrik Verhees uit Boxtel die dit geld kreeg van kapittel en dorpsbestuur.

In de Franse tijd werden overal in Zuid-Nederland de kerken weer door katholieken in bezit genomen. In Vessem gebeurde dat in 1798 tegen een vergoeding van 1900 gulden plus 36 gulden voor de kerkbanken.

## Bouw van de huidige Sint Lambertuskerk
Enkele data uit de geschiedenis van de huidige Sint Lambertuskerk
- De bouw van de nieuwe Lambertuskerk vond plaats in 1881/1882 onder architectuur van H.Bekkers uit Tilburg
- 1882 plaatsing van het Loretorgel dat vanaf 1868 nog in de oude Lambertuskerk dienst heeft gedaan
- Stenen voor de kerk werden in een veldoven gebakken door Hanneske van de Ven uit Vessem
- Grootaltaar, de altaren van O.L.Vrouw en St.Jozef, de biechtstoel, de sacristiedeuren, de koorbalustrade en de credenskast in de sacristie werden geplaatst in 1883 en 1884 door Van Opstal uit Turnhout.
- Op 16 juli 1883 is de kerk ingezegend door de bisschop van Den Bosch, Mgr. A.Godschalks. Op 17 september 1883 is de kerk officieel in gebruik genomen.
- In 1883 werd de preekstoel geplaatst door Van de Markt uit Eindhoven
- In 1884 volgde de plaatsing van de kruisweg door H. van der Geld
- In 1890 werd de kerk geschilderd door Joseph Lommen uit Roermond. Hij polychromeerde ook de voet van de preekstoel, de drie altaartomben, de communiebank en de koorbalustrade.
- In 1884 is de zijingang opnieuw beschilderd vanwege beschadiging na een heftige hagelbui
- In 1898 is de kruisweg opnieuw geschilderd
- In 1904 werden de basementen van de pilaren in de doopkapel beschilderd en werden de zijmuren bij de kleine altaren en het priesterkoor beschilderd.

In 1940 vond men de kerk te klein, maar vanwege de oorlog gebeurde er niets. Plannen voor een grotere kerk in de jaren zestig van de twintigste eeuw gingen niet door en plannen tot afbraak en vervanging door een kleinere kerk, tien jaar later, haalden het evenmin.

### Restauratie van de toren
Rond 1980 begonnen de voorbereidingen voor de restauratie van de toren. De kosten bedroegen rond fl.300.000. Het rijk betaalde 40%, de provincie 10% en de gemeente 30%. De parochianen brachten via giften en acties de rest bij elkaar. De aanbesteding in 1985 kwam uit op 205.000 gulden. Op 6 december 1985 werden de haan en de bol op de kerktoren teruggeplaatst en was de restauratie klaar.
Waarschijnlijk heeft de Sint-Lambertuskerk vanaf de bouw last gehad van vocht in de muren. In 1990 bedroeg het vochtgehalte in de muren tussen de 15 en 20%. Onderzoek van de Technische Universiteit in Eindhoven wees uit dat bij de steunberen doorslaand, en vervolgens in de muren naar beneden zakkend, vocht de voornaamste oorzaak was. Ook de luchtverwarming, die op de muren gericht stond, trok als het ware het vocht naar binnen. Daarom werd de luchtverwarming vervangen door een centraal verwarmingssysteem.
Na de restauratie was het vochtprobleem opgelost. De buitenrestauratie heeft €535.000 gekost, waarvan het rijk 70% betaalde, fondsenwerving €90.000 opbracht en de parochie €70.500 bijdroeg. De restauratie werd afgerond met buitenverlichting, die de kerk ’s avonds verlicht. De gemeente Eersel ten slotte subsidieerde nieuwe lampjes voor de wijzers en de cijfers van de torenklok. Ook is de monumentale Calvarieberg op het kerkhof gerestaureerd alsmede de Piëta daarin.

### Oude schilderingen
Na verwijdering van de verflagen kwamen de oude schilderingen, in vaktaal: decoratieve gepolychromeerde neogotische schilderingen, vrij gaaf tevoorschijn. Alles richtte zich nu op behoud van de oorspronkelijke schilderingen.

## Opbouw
De bakstenen kerk bestaat uit een westtoren met ingesnoerde torenspits, een driebeukig schip met drie traveeën in basilicale opstand en een driezijdig gesloten koor met een travee. De toren heeft drie geledingen, overhoekse steunberen, in de tweede geleding twee spaarvelden met boogfries en in de derde geleding aan iedere zijde twee keer twee gekoppelde spitsboogvormige galmgaten met galmborden. Aan iedere zijde heeft de toren een uurwerk en onder de dakrand een rondboogfries. Het middenschip, de zijbeuken en het koor hebben steunberen. Het hele gebouw heeft spitsboogvensters, behalve in de ene travee van het koor; daar bevinden zich twee rondvensters. De middenbeuk heeft dubbele spitsboogvensters. Het koor heeft een verlaagde noklijn ten opzichte van het schip. Aan de zuidzijde van het koor is de sacristie gebouwd.

## Onderzoek
Op 6 oktober 2006 werd de Rijksdienst voor de Monumentenzorg uitgenodigd, en ook die was voor het behoud van de schilderingen. Daartoe was een deskundig vooronderzoek noodzakelijk naar de verflagen en soort verf. Ook begon de speurtocht naar documentatie over de schilderingen op plekken, waar die (nog) niet zichtbaar waren.

## Schilderingen

### Historie van de schilderingen
In het archief van het bisdom werd een contract gevonden uit 1890. Daarin stond dat Joseph Lommen uit Roermond de kerk in dat jaar zou schilderen voor 2100 gulden. 
De uitvoering zou geschieden volgens tekening en onder aanwijzing en directie van de architect L.C. Hezenmans, een Bosschenaar die ook architect van de restauratie van de Sint-Janskathedraal was, en bevriend met Pierre Cuypers (bekend van onder meer het Rijksmuseum en de Sint-Catharinakerk in Eindhoven). De oude tekeningen van Lambert Hezenmans bleken onvindbaar.

### Restauratie van de schilderingen
Het Vessemse kerkbestuur besloot om in principe een eerste fase van de restauratie – met de gelden die oorspronkelijk bestemd waren om het hele interieur weer egaal wit te schilderen – de linker zijbeuk en de lambriseringen te laten herstellen onder restaurator Bert Strik. In eerste instantie werden voornamelijk witte plekken en biezen tussen de verschillend gekleurde vlakken gerestaureerd. De restauratie blijft zo betaalbaar, hoopte het kerkbestuur. De kosten voor restauratie van de hele kerk werden begroot op 300.000 euro. Met rijks- of provinciesubsidie zou zeventig procent van de kosten gedekt kunnen worden. Maar mede door de veranderde wetgeving was rijkssubsidie onzeker. De provincie Noord-Brabant wilde een inhaalslag maken voor het religieus cultuurerfgoed en kende in december 2008 € 210.000 subsidie toe. Giften en fondsen brachten €45.000 op. De overige kosten – zijnde 15% – werden door het kerkbestuur gegarandeerd. Restauratie van de schilderingen kon toen worden uitgevoerd onder hoofdaannemer Double-M uit Breda (directeur: Michael Merkx), en onder technische advisering van restaurator Bert Strik; ook de restaurators Ad van Loon (Waalwijk) en Sanneke Senders (Knegsel) werden betrokken. Het toezicht op de uitvoering was in handen van het diocesaan bouwbureau (Mario Jansens), en van de parochie (Jan Ramakers). De restauratie startte 1 maart 2009 en zou op 1 december van dat jaar gereed zijn. De kerkdiensten werden al die tijd in het Gemeenschapshuis van Vessem gehouden, en ook in de kerken van Knegsel en Wintelre.

### Het werk
In 2006 was de hele kerk – wanden en gewelven – ontdaan van alle latexlagen die aangebracht waren sedert 1965. Dit is uitgevoerd door Michael Merkx en Ad van Loon. In 2006 werd begonnen met de restauratie van de linker zijbeuk. 
De wanden van het priesterkoor waren bezet met een dikke lijmlaag en met stucwerk. Om voor de vochthuishouding een open systeem te verkrijgen, moesten deze lagen worden weggehaald. Dit werk is in 2007 onder toezicht van Bert Strik uitgevoerd door vrijwilligers uit Boekel. Toen kwamen de vier medaillons van de kerkvaders – Ambrosius, Augustinus, Hiëronymus en Gregorius – tevoorschijn, alsmede een decoratieve band van zonnebloemen. Toen bleek dat de vier aanwezig gewaande Bijbelse voorstellingen verdwenen waren. De oorspronkelijk op linnen geschilderde taferelen waren in 1965 verwijderd. Wel was in de voorste twee traveeën het onderschrift van twee voorstellingen nog te zien. Namelijk voor Elias: “Het vuur des Heeren verteerde het offer met het altaar”; en voor Jacob: “Jacob nam den steen en goot er olie over uit”.
Op 1 maart 2009 startte de eigenlijke restauratie. Er werd gestart met de rechter zijbeuk. Het stucwerk van deze buitenmuur was minder door vocht was aangetast dan de linker zijbeuk. Na de rechter zijbeuk werd aan de gewelven begonnen. De oude schilderingen kwamen licht afgezwakt in kleur tevoorschijn.  

### Symboliek
Architect Hezenmans heeft spiegelsymmetrie in kleuren en decoraties van de gewelven verwerkt, en getallensymboliek. Zo zijn er in de gewelven van het schip 12 papavers, 12 Franse lelies en 12 medaillons, symboliserend de 12 stammen van Israël en de 12 apostelen. 
In de drie gewelven van het schip zijn van voor naar achter steeds vier medaillons te zien met in het voorste gewelf de vier symbolen voor de evangelisten: de adelaar voor Johannes, de engel voor Mattheus, de leeuw voor Marcus, en de stier voor Lucas. In het middelste gewelf staan vier medaillons van gewervelde dieren van elke soort één: de ouroboros (slang die zichzelf in de staart bijt) voor eeuwigheid, de vis voor vrede, de pelikaan die zijn borst open pikt voor zorgzaamheid, en de eenhoorn (uit de middeleeuwse christelijke symboliek) voor zuiverheid. In het achterste gewelf bevinden zich korenaren en een druiventros voor brood en wijn, de toonbroden uit het heilige, en de ark van het verbond met twee cherubijnen uit het heilige der heilige.